# The Omega Man
The  Omega Man is een Amerikaanse sciencefictionfilm uit 1971 van regisseur Boris Sagal met in de hoofdrollen Charlton Heston en Rosalind Cash.
De film is gebaseerd op het boek I Am Legend van Richard Matheson en gaat over de laatste overlevende van een wereldwijde epidemie die voor zijn leven moet vechten tegen een groep gemuteerde wezens.

## Verhaal
Robert Neville zwerft door de straten van het verlaten Los Angeles. Hij is gewapend met een Smith & Wesson M76 machinegeweer voorzien van een zoeklicht. Neville is de laatste man op aarde, de rest van de mensheid is uitgeroeid door een dodelijk virus. Twee jaar geleden, in maart 1975, is tussen de USSR en de Volksrepubliek China een oorlog uitgebroken, waarbij werd gestreden met biologische en bacteriologische wapens. Robert Neville is dan kolonel-arts in het Amerikaanse leger. Tijdens de uitbraak van de epidemie die volgt op het verspreiden van een dodelijk virus, is Neville bezig met de ontwikkeling van een vaccin. Het vaccin dat miljoenen levens kan redden, komt te laat. De enige die Neville kan redden is hijzelf. Hij injecteert het vaccin in zijn bloedbaan en overleeft de epidemie.
Inmiddels weet Neville dat er meer overlevenden zijn, maar dat zijn gemuteerde wezens die slecht het daglicht kunnen verdragen en herkenbaar zijn aan hun uiterlijk, een grijze huid, spierwit haar en witte ogen. Ze staan bekend als The Family (de familie) en jagen op de laatste resten van de oorspronkelijke beschaving. De groep, onder leiding van ene Jonathan Matthias, heeft het gemunt op Neville die zich 's nachts verschuilt achter zijn gebarricadeerde woning, met sterke lampen die de hele nachten branden. De elektriciteit wekt Neville op uit een oude generator. Het apparaat loopt op benzine en overdag moet Neville eropuit om benzine en andere voorraden te verzamelen. Neville komt er beetje bij beetje achter dat er nog een groep overlevenden is. Een aantal jongeren en kinderen lijkt niet aangetast door het virus. Voordat hij echter meer kan ontdekken, maakt hij bijna een fatale fout. Hij begeeft zich in een wijnkelder en in het donker is hij een prooi voor The Family. Jonathan Matthias laat Neville ter dood veroordelen als een ketter en wil hem levend verbranden. Op het laatste nippertje wordt hij echter gered door een jongen en een meisje. Neville leert dat zijn redders, Lisa en Dutch, behoren tot de groep kinderen en jongeren die hij al had opgemerkt. Het blijkt dat kinderen en sommige adolescenten wel door het virus besmet zijn, maar nog niet gemuteerd zoals de leden van The Family. Helaas zijn ook de kinderen niet immuun. Uiteindelijk zal iedereen muteren en net als de leden van The Family op den duur sterven.
Neville raakt verliefd op Lisa en probeert wanhopig een oplossing te vinden. Het zal nog jaren duren voor hij weer het vaccin kan terugvinden om de mensheid te redden, maar misschien kan hij Lisa en de kinderen redden door een serum van zijn bloed aan te maken. Het lukt Neville een serum te maken en hij injecteert de jongere broer van Lisa, Ricky, ermee. Ricky, die al sporen van mutatie vertoonde, geneest, en wil nu meer mensen redden. Hij staat er op The Family ervan te overtuigen dat er een serum is gevonden. Ricky wordt echter niet geloofd en Matthias laat hem executeren. Neville is onwetend van Ricky's dood en gaat de jongen zoeken. Maar het is al nacht als hij de dode Ricky vindt. Als hij terugkeert moet hij The Family van zich af schieten. Als hij zijn huis betreedt wordt hij echter geconfronteerd met Matthias en andere leden van The Family. Het blijkt dat Lisa inmiddels is gemuteerd en Neville heeft verraden. Ze heeft The Family binnengelaten. Als Neville weet te vluchten, wordt hij getroffen door een speer die Matthias naar hem werpt. Hij valt in een fontein en wordt de volgende morgen gevonden door Dutch die met een landrover en de laatste, niet gemuteerden, wil vluchten. Neville is stervende en geeft Dutch als afscheid een fles met het serum. Dutch rijdt naar de wildernis, ver weg van The Family, die gedoemd zijn te sterven.

## Rolverdeling
| Acteur          | Personage         |
| --------------- | ----------------- |
| Charlton Heston | Robert Neville    |
| Rosalind Cash   | Lisa              |
| Anthony Zerbe   | Jonathan Matthias |
| Paul Koslo      | Dutch             |

## Achtergrond
Het scenario voor de film is gebaseerd op de roman I Am Legend uit 1954 van Richard Matheson. De schrijvers weken echter op een aantal punten sterk van de roman af. De roman van Matheson is meer een horrorroman dan sciencefiction en gaat uit van een epidemie die wordt veroorzaakt door vampiers. In de film zijn vrijwel alle elementen van vampirisme verdwenen. Het enige wat eraan herinnert is de afkeer voor daglicht. (In de folklore van de vampier is overigens nergens terug te vinden dat vampiers niet tegen daglicht kunnen. Dit is toevoeging van de Duitse regisseur Friedrich Wilhelm Murnau in zijn film Nosferatu, eine Symphonie des Grauens uit 1922). De film wil een meer plausibele reden voor de epidemie brengen, namelijk een door mensen vervaardigd virus. Ook is Ruth uit het boek vervangen door Lisa. Ruth is ook een vampier, maar in staat om zich voor bepaalde periodes zo te muteren dat ze er menselijk uitziet. Lisa is wel besmet maar nog niet gemuteerd. In het boek ziet Neville uiteindelijk in dat hij voor de gemuteerde vampiers een monster is. Hij is uiteindelijk de legende geworden die vampiers vroeger voor de mensheid waren. Hij berust in zijn lot en laat zich executeren. De Neville in de film sterft voor de mensheid die met zijn gemuteerde bloed weer kan opbloeien. De gemuteerden worden aan hun lot overgelaten. Het offer van Neville uit de film is een metafoor voor de offerdood van Christus. Dit is ook goed te zien aan het eind van de film. Vanuit een helicopterview zien we het lichaam van Neville in de fontein liggen, geposeerd als een gekruisigde Christus. De titel van de film The Omega Man verwijst hier ook naar. In de Openbaring 1:8 en 21:6 en 22:13 zegt Jezus: "Ik ben de alfa en de omega." In Openbaring 2:8 wordt Jezus aangeduid als "de eerste en de laatste", wat hetzelfde betekent. Richard Matheson nam onmiddellijk afstand van de film. Hij had geen invloed op het scenario gehad en hij vond de film zover van zijn boek afstaan dat hij er nooit meer naar gekeken heeft.

## Productie
De film moest zich afspelen in een totaal verlaten Los Angeles. Het afzetten van straten voor filmopnames was niet te realiseren met alle drukte van een winkelend publiek. Een andere optie, het nabouwen van delen van L.A. in de studio, was te duur. Het dilemma werd opgelost toen de producer in het weekend door de binnenstad reed en zag dat er geen winkelend publiek was. Alle buitenopnames werden vervolgens in het weekend gemaakt. (Toen in 2006 de opnames voor I Am Legend met Will Smith werden gemaakt werden sommige straten van New York wel afgesloten voor het publiek).
Het scenario voor de film werd geschreven zonder medewerking van Matheson. Richard Matheson had wel meegewerkt aan een bewerking van zijn boek door Hammer Films onder de titel The Night Creatures. Het project zou uiteindelijk nooit in productie worden genomen.
Het scenario gaat uit van een wereldwijde epidemie als gevolg van een oorlog tussen de USSR en China waarbij een bacteriologische aanval is uitgevoerd. In 1971 was dit gegeven allang geen sciencefiction meer. Reeds voor de Tweede Wereldoorlog werd al geëxperimenteerd met biologische oorlogsvoering. Zo voerde de Japanse eenheid Unit 731 in China experimenten met antrax uit op krijgsgevangen, terwijl in 1942 het Schotse eiland Gruinard Island door de Britse overheid met antrax werd besmet. Antrax maakte tot en met 1971 deel uit van het biologische wapenarsenaal van de VS. In 1969 (een jaar voordat de The Omega Man in productie ging, waren er een groot aantal grensconflicten tussen de USSR en China. Europa en de VS vreesden toen dat deze incidenten tot een grootscheepse oorlog zouden leiden. Net zoals de VS bacteriologische wapens bezat, zo bezaten ook Rusland en China in die tijd deze wapens.
Voor de rol van Lisa werd Rosalind Cash aangetrokken. Cash was een betrekkelijke nieuwkomer en had alleen nog maar een rol in KLute gespeeld. Ze was tweede keus want de producers van de film hadden meer interesse in het aantrekken van Diahann Carroll voor de rol van Lisa. Carroll was indertijd zeer bekend in de VS als Julia in de gelijknamige serie over een alleenstaande werkende moeder. Carroll kon zich echter niet vrijmaken waarna de rol naar Cash ging.